# Ivrey
Ivrey ist eine Gemeinde im französischen Département Jura in der Region Bourgogne-Franche-Comté.

## Geographie
Ivrey liegt auf 449 m, nördlich von Salins-les-Bains und etwa 33 km ostsüdöstlich der Stadt Dole (Luftlinie). Das Bauerndorf erstreckt sich im westlichen Jura, in einem Talkessel des Ruisseau d’Ivrey, am Nordfuß des Mont Poupet.
Die Fläche des 6,67 km² großen Gemeindegebiets umfasst einen Abschnitt des französischen Juras. Der zentrale Teil des Gebietes wird vom Talkessel von Ivrey eingenommen, der im Norden und Süden von steilen Hängen flankiert wird, die an der Oberkante von Felswänden gekrönt werden. Der Talkessel wird durch den Ruisseau d’Ivrey nach Westen durch eine Schlucht zur Furieuse entwässert. Im Süden reicht der Gemeindeboden bis auf die Flanke des Mont Poupet (mit dem Bois de Lézinet), an der mit 810 m die höchste Erhebung von Ivrey erreicht wird. Nach Norden erstreckt sich das Gemeindeareal auf die Höhe von Ivrey (626 m) und mit einem langen schmalen Zipfel nach Nordosten auf den dicht bewaldeten Kamm des Bois de la Chainée (606 m).
Nachbargemeinden von Ivrey sind By und Bartherans im Norden, Myon und Salins-les-Bains im Osten, Saint-Thiébaud im Süden sowie La Chapelle-sur-Furieuse im Westen.

## Geschichte
Das Gemeindegebiet von Ivrey war bereits während der gallorömischen Zeit besiedelt. Im Mittelalter gehörte Ivrey zum Besitz des Château de Bracon. Vom 15. bis zum 17. Jahrhundert war es Standort eines Hospitals. Zusammen mit der Franche-Comté gelangte das Dorf mit dem Frieden von Nimwegen 1678 an Frankreich.

## Sehenswürdigkeiten
Die Dorfkirche Saint-Jacques in Ivrey, Kapelle des ehemaligen Hospitals, stammt aus dem 15. Jahrhundert.

## Bevölkerung
| Jahr                       | 1962 | 1968 | 1975 | 1982 | 1990 | 1999 | 2007 | 2017 |
| -------------------------- | ---- | ---- | ---- | ---- | ---- | ---- | ---- | ---- |
| Einwohner                  | 69   | 62   | 53   | 47   | 48   | 58   | 55   | 61   |
| Quellen: Cassini und INSEE |      |      |      |      |      |      |      |      |

Mit 62 Einwohnern (Stand 1. Januar 2022) gehört Ivrey zu den kleinsten Gemeinden des Départements Jura. Nachdem die Einwohnerzahl in der ersten Hälfte des 20. Jahrhunderts markant abgenommen hatte (1881 wurden noch 191 Personen gezählt), wurden seit Mitte der 1970er Jahre nur noch geringe Schwankungen verzeichnet.

## Wirtschaft und Infrastruktur
Ivrey war bis weit ins 20. Jahrhundert hinein ein vorwiegend durch die Landwirtschaft und die Forstwirtschaft geprägtes Dorf. Noch heute leben die Bewohner zur Hauptsache von der Tätigkeit im ersten Sektor. Außerhalb des primären Sektors gibt es nur wenige Arbeitsplätze im Dorf. Einige Erwerbstätige sind Wegpendler, die in den größeren Ortschaften der Umgebung ihrer Arbeit nachgehen.
Die Ortschaft liegt abseits der größeren Durchgangsstraßen. Die Hauptzufahrt erfolgt von La Chapelle-sur-Furieuse. Weitere Straßenverbindungen bestehen mit Saint-Thiébaud und Saizenay.